# Полный газ
«Полный газ» (иер. трад. 烈火戰車, упр. 烈火战车, кант.-рус.: Лит фоу чин че, англ. Full Throttle) — гонконгская мелодрама 1995 года режиссёра Дерека И. Главные роли в фильме исполнили Энди Лау, Джиджи Люн и Дэвид У.
Картина была отмечена на многие международных и локальных кинофестивалях. Фильм получил десять номинаций на 15-й Гонконгской кинопремии, одержав победу в категории за «Лучший монтаж».

## Сюжет
Джо (Энди Лау) считается лучшим автогонщиком в Макао. Однако он не принимает участия в официальных заездах, так как у него нет прав — несколько лет назад их отобрали за нарушение правил дорожного движения. Джо тайно участвует в уличных гонках. Отец Джо недоволен увлечением сына, он всячески препятствует тому, чтобы сын занимался гонками.
В городе появляется амбициозный гонщик Дэвид (Дэвид У), который приехал из Англии и тут же получил место в местной команде. Однако Дэвид не сможет считать себя лучшим пока не победит Джо.

## В ролях
- Энди Лау — Джо
- Пол Чун — Пол
- Джиджи Люн — Энни
- Дэвид У[англ.] — Дэвид
- Чин Карлок[англ.] — Джимми
- Элвис Цуй[англ.] — Ло Квай
- Лау Ин Хун — Кванг
- Лоу Чи-Леунг[англ.] — Чу
- Ха Пин[англ.] — бабушка Джимми

## Награды и номинации
| Награды                                   | Награды                                       | Награды                                            | Награды   |
| Кинопремия                                | Категория                                     | Лауреат / претендент                               | Результат |
| ----------------------------------------- | --------------------------------------------- | -------------------------------------------------- | --------- |
| 15-я Гонконгская кинопремия               | Лучший фильм                                  | Полный газ                                         | Номинация |
| 15-я Гонконгская кинопремия               | Лучшая режиссёрская работа                    | Дерек И                                            | Номинация |
| 15-я Гонконгская кинопремия               | Лучшая мужская роль                           | Энди Лау                                           | Номинация |
| 15-я Гонконгская кинопремия               | Лучшая мужская роль второго плана             | Чин Карлок                                         | Номинация |
| 15-я Гонконгская кинопремия               | Лучшая женская роль второго плана             | Ха Пин                                             | Номинация |
| 15-я Гонконгская кинопремия               | Лучший новый актёр                            | Джиджи Люн                                         | Номинация |
| 15-я Гонконгская кинопремия               | Лучший сценарий                               | Дерек И, Ло Чи-Лён                                 | Номинация |
| 15-я Гонконгская кинопремия               | Лучшая постановка экшена                      | Брюс Ло                                            | Номинация |
| 15-я Гонконгская кинопремия               | Лучший монтаж                                 | Эрик Квон                                          | Победа    |
| 15-я Гонконгская кинопремия               | Лучшая песня                                  | Композитор: Эрик Чен • Слова/исполнитель: Энди Лау | Номинация |
| 2-я Премия Общества кинокритиков Гонконга | Лучший режиссёр                               | Дерек И                                            | Победа    |
| 2-я Премия Общества кинокритиков Гонконга | Достойный фильм                               | Полный газ                                         | Победа    |
| 1-я Премия "Золотая Баухиния"             | Лучший актёр второго плана                    | Чин Карлок                                         | Победа    |
| 1-я Премия "Золотая Баухиния"             | Десять лучших фильмов года на китайском языке | Полный газ                                         | Победа    |